# Henna Ikola
Henna Ikola (ur. 26 kwietnia 1998 w Hyvinkää) – fińska snowboardzistka specjalizująca się w slopestyle'u i halfpipe’ie. Ze względu na wiek nie startowała jeszcze w żadnej imprezie seniorskiej. Najlepszy wynik w Pucharze Świata zanotowała w sezonie 2013/2014, kiedy to zajęła 20. miejsce w klasyfikacji generalnej (AFU), a w klasyfikacji slopestyle'u była 8.

## Sukcesy

### Puchar Świata

#### Miejsca w klasyfikacji generalnej
- - AFU[2]
- 2013/2014 – 20.

#### Miejsca na podium w zawodach
1. Kreischberg – 6 marca 2014 (Slopestyle) - 2. miejsce